# Pouteria cayennensis
Pouteria cayennensis är en tvåhjärtbladig växtart som först beskrevs av A.Dc., och fick sitt nu gällande namn av Pierre Joseph Eyma. Pouteria cayennensis ingår i släktet Pouteria och familjen Sapotaceae. IUCN kategoriserar arten globalt som livskraftig. Inga underarter finns listade i Catalogue of Life.